# Panicum condensatum
Panicum condensatum là một loài thực vật có hoa trong họ Hòa thảo. Loài này được Bertol. mô tả khoa học đầu tiên năm 1819.